# Marten de Roon
Marten Elco de Roon, född 29 mars 1991, är en nederländsk fotbollsspelare som spelar för Atalanta.

## Klubbkarriär
Den 4 juli 2016 värvades de Roon av Middlesbrough, där han skrev på ett fyraårskontrakt. Den 10 augusti 2017 återvände de Roon till Atalanta.

## Landslagskarriär
de Roon debuterade för Nederländernas landslag den 13 november 2016 i en 3–1-vinst över Luxemburg, där han blev inbytt i den 88:e minuten mot Bart Ramselaar.